# KiKi Layne
KiKi Layne, pseudonimo di Kiandra Layne (Cincinnati, 10 dicembre 1991), è un'attrice statunitense.

## Biografia
Nata a Cincinnati, nell'Ohio, si laurea in recitazione alla DePaul University nel 2014. Debutta in televisione nel 2016, interpretando il ruolo di Emmie Miles in Chicago Med e apparendo nel cortometraggio Veracity di Seith Mann.
Nel 2018 recita nel ruolo di protagonista al fianco di Regina King e Stephan James nel film, candidato agli Oscar, Se la strada potesse parlare diretto da Barry Jenkins. Il ruolo porta all'attrice a essere riconosciuta con il Black Reel Award come miglior attrice e nomine ai NAACP Image Award e Gotham Awards.
Nel corso del 2019 è presente nel cast del film Native Son e di Captive State, diretto da Rupert Wyatt. Nello stesso anno esce il cortometraggio The Staggering Girl del regista italiano Luca Guadagnino, dove la Layne recita al fianco di Julianne Moore e Marthe Keller. Viene inoltre scelta come protagonista della campagna autunno / inverno del marchio Kate Spade New York insieme a Julia Garner e Sadie Sink.
Ritorna sul grande schermo nel 2020 col film The Old Guard, ruolo che le fa ottenere candidature ai Critics' Choice Super Awards ed ai Black Reel Awards. Nel 2021 recita al fianco di Eddie Murphy, Arsenio Hall e Jermaine Fowler nel film Il principe cerca figlio (Coming 2 America), mentre nel 2022 fa parte del cast del film Don't Worry Darling diretto da Olivia Wilde.

## Filmografia

### Cinema
- Se la strada potesse parlare (If Beale Street Could Talk), regia di Barry Jenkins (2018)
- Native Son, regia di Rashid Johnson (2019)
- Captive State, regia di Rupert Wyatt (2019)
- The Old Guard, regia di Gina Prince-Bythewood (2020)
- Il principe cerca figlio (Coming 2 America), regia di Craig Brewer (2021)
- Cip & Ciop agenti speciali (Chip 'n Dale: Rescue Rangers), regia di Akiva Schaffer (2022)
- Don't Worry Darling, regia di Olivia Wilde (2022)
- The Old Guard 2, regia di Victoria Mahoney (2025)

### Televisione
- Chicago Med - serie TV, episodio 2x01 (2016)
- The Chi - serie TV, episodio 1x01 (2018)

### Cortometraggi
- Veracity, regia di Seith Mann (2015)
- The Staggering Girl, regia di Luca Guadagnino (2019)

## Doppiatrici italiane
Nelle versioni in italiano delle opere in cui ha recitato, KiKi Layne è stata doppiata da:
- Lucrezia Marricchi in Se la strada potesse parlare, The Old Guard, The Old Guard 2
- Giulia Franceschetti in Il principe cerca figlio, Don't Worry Darling
- Veronica Puccio in Cip & Ciop agenti speciali

## Riconoscimenti
- 2018 – Florida Film Critics Circle
  - Candidatura per il miglior interprete emergente per Se la strada potesse parlare
- 2018 – Gotham Independent Film Awards[13]
  - Candidatura per il miglior interprete emergente per Se la strada potesse parlare
- 2018 – Philadelphia Film Critics Circle[14]
  - Miglior performance rivelazione per Se la strada potesse parlare
- 2018 – Savannah Film Festival
  - Miglior performance rivelazione per Se la strada potesse parlare
- 2018 – Women Film Critics Circle[15]
  - Miglior coppia con Stephan James per Se la strada potesse parlare
- 2019 – Alliance of Women Film Journalists
  - Candidatura per la miglior performance rivelazione per Se la strada potesse parlare
- 2019 – Black Reel Awards
  - Miglior attrice per Se la strada potesse parlare
  - Candidatura per la miglior performance rivelazione femminile per Se la strada potesse parlare
- 2019 – Georgia Film Critics Association
  - Candidatura per il miglior interprete emergente per Se la strada potesse parlare
- 2019 – NAACP Image Award
  - Candidatura per il miglior interprete emergente per Se la strada potesse parlare
  - Candidatura per la migliore attrice in un film per Se la strada potesse parlare
- 2019 – Online Film & Television Association
  - Candidatura per la miglior performance rivelazione femminile per Se la strada potesse parlare
- 2020 – CinEuphoria Awards
  - Candidatura per la miglior coppia internazionale con Stephan James per Se la strada potesse parlare